# Европейская федерация тяжёлой атлетики
Европейская федерация тяжелой атлетики (англ. European Weightlifting Federation, сокр. EWF) — структура, управляющая и организующая чемпионаты Европы по тяжелой атлетике. Объединяет 49 национальных федераций. Представляет Международную федерацию тяжёлой атлетики (IWF) в европейских странах. Секретариат EWF располагается в Стамбуле (Турция). Президентом EWF с 2008 года является Антонио Конфлитти (Италия).

## История
Впервые инициатива создания континентальных федераций, отвечающих за проведение чемпионатов и решение других организационных вопросов, была предложена вице-президентом IWF Диттрихом Уортманом на Олимпийском конгрессе в Лондоне в 1948 году. Через три года после этого предложения, в 1951 году была основана Панамериканская конфедерация тяжелой атлетики, а ещё через 7 лет — Азиатская федерация тяжелой атлетики.
Европейская федерация тяжелой атлетики была основана 20 сентября 1969 года в Варшаве (Польша) во время проведения объединенного чемпионата мира и Европы, и включила в свой состав 19 национальных европейских ассоциаций, являвшихся членами Международной федерации тяжёлой атлетики. Первым президентом EWF стал Януш Прзедпельский (Польша). В настоящее время объединяет 49 национальных федераций (из них 3 входят в EWF на правах ассоциированных членов и 1 временно отстранена).

## Президенты EWF
- 1969—1983 —  Януш Прзедпельский
- 1983—1987 —  Андре Корэ
- 1987—1999 —  Уолли Холланд
- 1999—2008 —  Вальдемар Башановский
- с 2008 —  Антонио Урсо

## Структура EWF

### Исполнительный совет ЕWF
- Антонио Урсо — президент
- Хасан Уккус — генеральный секретарь
- Сергей Сырцов — 1-й вице-президент
- Астрит Хасани — финансовый директор
- Яан Тальтс — вице-президент
- Триггве Дуун — вице-президент
- Эмилио Лозано — вице-президент
- Тина Бейтер[дат.]
- Колин Бакли
- Орэн Шай
- Антонио Конфлитти

## Официальные соревнования
В рамках своей деятельности Европейская федерация тяжелой атлетики отвечает за проведение следующих ежегодных турниров:
- Чемпионаты Европы по тяжёлой атлетике (до 1998 года чемпионаты проводились раздельно: мужские с 1896 года; женские с 1988 года)
- Чемпионаты Европы по тяжелой атлетике среди молодежи (до 23 лет)[англ.]
- Чемпионаты Европы по тяжелой атлетике среди молодежи (до 20 лет)
- Чемпионаты Европы по тяжелой атлетике среди юношей (до 17 лет)
- Чемпионаты Европы по тяжелой атлетике среди кадетов (до 15 лет)
- Чемпионаты Европы по тяжелой атлетике среди мастеров (от 35 до +80 лет)
- Чемпионаты Европейского союза по тяжелой атлетике
- Кубок Европейского союза по тяжелой атлетике

## Члены ЕWF
| - Австрия - Азербайджан - Албания - Армения - Белоруссия - Бельгия - Болгария - Босния и Герцеговина - Великобритания - Венгрия - Германия - Греция - Грузия | - Дания - Израиль - Ирландия - Исландия - Испания - Италия - Кипр - Косово - Латвия - Литва - Люксембург - Мальта - Молдавия | - Монако - Нидерланды - Норвегия - Польша - Португалия - Россия - Румыния - Северная Ирландия - Сан-Марино - Сербия - Словакия - Словения - Турция | - Украина - Уэльс - Финляндия - Франция - Хорватия - Чехия - Швейцария - Швеция - Шотландия - Эстония |